# Antratsyt
Antratsyt eller Antratsit (ukrainsk: Антрацит; russisk: Антрацит) er en by i Østukraine. Indtil 1962 var den kendt som Bokove-Antratsyt.
Byen ligger i den sydlige del af Luhansk oblast (region). Antratsyt er regnet som en by af regional betydning  og er centrum for Antratsyt Kommune, som omfatter seks bymæssige bebyggelser. Den fungerer også som administrativt center for Antratsyt rajon (distrikt), selvom den ikke tilhører rajonen. 
I 2021 havde byen  52.353 indbyggere.
Siden 2014 har Antratsyt ligget på den selvudråbte Folkerepublikken Luhansks område og er ikke kontrolleret af de ukrainske myndigheder.

## Geografi
Antratsyt ligger 90 km syd for Luhansk, 130 km nordøst for Donetsk, og 32 km vest for Rostov regionens grænse i Rusland. Selv om Antratsyt er rig på vandressourcer, som omfatter floderne Nagolna  og Mius  samt flere kunstige søer, må beboerne kun få rindende vand mellem kl. 18.00 og 21.00. Antratsyts byråd har formandskabet for følgende udkantsbyer: Bokovo-Platov, Berhny Nagolchik, Dubovsky, Krepensky, Schetovo, Kamenny, og Shahta Tsentralnaya.

## Navnet
Antratsyt er passende opkaldt efter sine store mængder antracit, en type kul, der er værdifuldt på grund af sit høje kulstofindhold og lave indhold af urenheder, hvilket gør det særligt brugbart til opvarmning af boliger og til metallurgiske formål.